# Blue Ridge (Arizona)
Pour les articles homonymes, voir Blue Ridge.
Blue Ridge est une census-designated place du comté de Coconino, dans l'État de l'Arizona, aux États-Unis. En 2020, elle compte une population de 594 habitants.